# じっくり聞いタロウ〜スター近況（秘）報告〜
『じっくり聞いタロウ〜スター近況㊙報告〜』（じっくりきいタロウ スターきんきょうまるひほうこく）は、テレビ東京系列で2016年7月8日から放送されている、深夜バラエティ番組である。
2012年10月11日から2014年3月27日は『解禁!暴露ナイト』（かいきんばくろナイト）として、2014年4月17日から9月25日は『〜裏ネタワイド〜 DEEPナイト』（うらネタワイド ディープナイト）として、2014年10月2日から2016年7月1日まで『ヨソで言わんとい亭〜ココだけの話が聞ける（秘）料亭〜』（ヨソでいわんといてい ココだけのはなしがきけるまるひりょうてい）として、テレビ東京系列で放送されていた。

## 概要
『くだまき八兵衛X』の中で好評だったものをピックアップした『くだまき八兵衛』シリーズの後続番組。あらゆるジャンルの経験者を招き、過去の大事件の真相や芸能界の裏側、体験談、視聴者からの要望等の真相を聞いていくというもの。従って出演者・スタッフは『くだまき八兵衛X』からの続投が多い。
2012年4月13日にパイロット版『解禁!暴露ナイト〜数奇な人生を体験した人たちが今だから話せる真実〜』が放送された。同年12月13日には未公開部分のWEB限定配信がスタートした。
「ソコアゲ★ナイト」枠スタート時から最も長く続いていた番組だったが、2014年4月17日からは、『〜裏ネタワイド〜 DEEPナイト』、同年10月2日からは、『ヨソで言わんとい亭〜ココだけの話が聞ける（秘）料亭〜』、2016年7月8日からは『じっくり聞いタロウ〜スター近況（秘）報告〜』に改題されている。
2017年9月20日（21:00 - 22:48）に「〜タブーに斬り込む!〜大暴露SP」と題して当シリーズ初のゴールデン特番を放送、2018年1月31日 に前述と同タイトル・同時間帯で特番第2弾も放送された。
2021年2月21日に「〜配信ライブ〜テレビでは話せない裏じっくりラジオ〜」と題して初のオンラインイベントを開催。同年4月改編で放送時間が18分縮小（金曜 0:00 - 0:30）となった。

## 出演者

### 解禁!暴露ナイト
MC
- 名倉潤（ネプチューン）
- 河本準一（次長課長）
- 菜々緒

ナレーション
- バッキー木場、茅原実里

"ピー"ガールズ
花魁
- 沢口けいこ、仁藤みさき、古野あきほ、三好利奈、矢野清香、他

その他
- 葵ゆりか、飯島あかね、INOA、江角紀香、粕谷奈美、佐崎愛里、世良ちなみ、高松雪乃、田川奈緒、中村泉貴、西村ケリー、早坂かおり、春菜めぐみ、平川舞弥、ひろか、藤田薫子、松本未夢、真原彩、吉見早央

"ピー"ガールズ卒業メンバー
- 青山愛菜、青山智美、岡咲翔子、加藤紗里、白石みずほ、高橋美咲、中山未希、成島桃香、渕脇レイナ、松岡里紗、ゆうの

#### パイロット版
MC
- 名倉潤（ネプチューン）
- 河本準一（次長課長）
- 優香

ナレーション
- 服部伴蔵門

### 〜裏ネタワイド〜 DEEPナイト
MC
- 名倉潤（ネプチューン）
- 河本準一（次長課長）

※以下週替わりで順不同
- おのののか
- 桃華絵里[注 1]
- 神室舞衣
- 梶恵理子

ナレーション
- バッキー木場、茅原実里

DEEPガールズ
- ERICA、北川富紀子、京増舞、小池夏美、佐崎愛里、新海令奈、鈴木えりな、高松雪乃、茶谷伊織、辻野泉葉、新島亜祐弥、早坂かおり、引地裕美、藤田薫子、古野あきほ、ほのか雪乃、松本未夢、真野淳子、村瀬葵、ゆうみ、梨衣名、渡辺さやか、他

### ヨソで言わんとい亭〜ココだけの話が聞ける（秘）料亭〜
MC
- 名倉潤（ネプチューン）
- 河本準一（次長課長）
- 朝比奈彩

ナレーション
- バッキー木場、茅原実里[注 2]、秀島史香

料理長
- 石井康太（やるせなす）

仲居
- 天木じゅん、加藤桃子(Cカップ)、中島ケイカ(Dカップ)、夏目花実(Bカップ)、西村麻依(Eカップ)、緑川静香(Cカップ)、森崎まみ(Fカップ)

天木以外はオーディション合格者。
卒業
- 神室舞衣、遠藤三貴、北川富紀子、辻野泉葉、春菜めぐみ、藤田薫子、ほのか雪乃、梨衣名

### じっくり聞いタロウ〜スター近況（秘）報告〜
MC
- 名倉潤（ネプチューン）[注 3]
  - 原田泰造（ネプチューン）[注 4]、オダギリジョー[注 4]
- 河本準一（次長課長）[注 5]
  - 天野ひろゆき（キャイ〜ン）[注 6]
- 熊切あさ美

ナレーション
- バッキー木場、茅原実里、藤原恵子

マスター
- 石井康太（やるせなす）、ジーニー堤、久保田かずのぶ（とろサーモン）

店員
- 遠野千夏[注 7]、倭早希、奈月セナ、三輪晴香

卒業
- レギュラー：牧野結美、華原朋美、ほのか、唐橋ユミ、愛沢えみり、伊東紗冶子、大石絵理、小倉優子、おのののか、片山萌美、岸明日香、柴田阿弥、杉原杏璃、手島優、橋本マナミ、hitomi、堀田茜、堀田恵、渡辺舞
- 店員枠：大貫彩香、忍野さら、神部美咲[注 8]、高橋胡桃、林紗久羅、堀尾実咲、三井智雅、みるきぃぬ、栄木明日香、竹内渉[注 8]、堀みづき、斎藤恭代

## EDテーマ

### 現在（じっくり〜）
| じっくり聞いタロウ〜スター近況（秘）報告〜 | じっくり聞いタロウ〜スター近況（秘）報告〜 | じっくり聞いタロウ〜スター近況（秘）報告〜 | じっくり聞いタロウ〜スター近況（秘）報告〜 |
| 期間                                       | アーティスト名                             | 曲名                                       | 備考                                       |
| ------------------------------------------ | ------------------------------------------ | ------------------------------------------ | ------------------------------------------ |
| 7月                                        | 惑星アブノーマル                           | BE P!NK                                    | [ 3 ]                                      |
| 8 - 9月                                    | 2o Love to Sweet Bullet                    | 日比谷線ダイアリー                         | [ 4 ]                                      |
| 10月                                       | サイダーガール                             | オーバードライブ                           | [ 5 ]                                      |
| 11月                                       | 伊礼亮                                     | コバルトブルーの二人                       | [ 6 ]                                      |
| 12月                                       | The Idol Formerly Known As LADYBABY        | 参拝!御朱印girl☆                           | [ 7 ]                                      |
| 2017年1月                                  | Amelie                                     | ゼロじゃない                               | [ 8 ]                                      |
| 2 - 3月                                    | FABLED NUMBER                              | The Lights                                 | [ 9 ]                                      |
| 4 - 6月                                    | 2o Love to Sweet Bullet                    | そこで叫んで私に教えてほしい               | [ 10 ]                                     |
| 7月                                        | YODAKEE                                    | Be Your Lovely                             | [ 11 ]                                     |
| 8月                                        | PrizmaX                                    | Orange Moon                                | [ 12 ]                                     |
| 9月                                        | The Idol Formerly Known As LADYBABY        | Pinky! Pinky!                              | [ 13 ]                                     |
| 10月 - 11月9日                             | YOANI 1年C組                               | IZA!                                       | [ 14 ]                                     |
| 11月16 - 30日                              | 映介                                       | つむぎ                                     | [ 15 ]                                     |
| 12月 - 2018年1月                           | 2o Love to Sweet Bullet                    | Véga                                       | [ 16 ]                                     |
| 2月                                        | wyse                                       | Break Off                                  | [ 17 ]                                     |
| 3月2 - 9日                                 | 純烈                                       | プロポーズ                                 | [ 18 ]                                     |
| 3月16 - 23日                               | MOTHBALL                                   | Rock Me Down(Song From My Radio)           | [ 19 ]                                     |
| 4月                                        | Gacharic Spin                              | Redline                                    | [ 20 ]                                     |
| 5月 - 6月1日                               | D.A.T                                      | MAVERICK                                   | [ 21 ]                                     |
| 6月8 - 29日                                | JENNI                                      | マリオネット                               | [ 22 ]                                     |
| 7 - 8月                                    | 2o Love to Sweet Bullet                    | ひとりじめしたい                           | [ 23 ]                                     |
| 9月                                        | READY TO KISS                              | タイに行きタイ                             | [ 24 ]                                     |
| 10月                                       | LADYBABY                                   | ダメダメ殿                                 | [ 25 ]                                     |
| 11月                                       | ISEKI                                      | Workman                                    | [ 26 ]                                     |
| 12月                                       | ハニカム.トーキョー                        | SHAKEなベイベー!!                          | [ 27 ]                                     |
| 2019年1月 - 2月1日                         | マッチョ29                                 | 1129作ろう筋肉幕府                         | [ 28 ]                                     |
| 2月8日 - 3月1日                            | SUPER FANTASY                              | Distance                                   | [ 29 ]                                     |
| 3月8 - 29日                                | READY TO KISS                              | 伊達だって                                 | [ 30 ]                                     |
| 4月                                        | Rev:robe                                   | Blue Mirage                                | [ 31 ]                                     |
| 5月                                        | Am!station                                 | 未来特急Am!                                | [ 32 ]                                     |
| 6月                                        | 究極人形                                   | 光を探して。                               | [ 33 ]                                     |
| 7月                                        | doa                                        | WINDOW                                     | [ 34 ]                                     |
| 8月                                        | CANDY GO!GO!                               | Kiss me more                               | [ 35 ]                                     |
| 9月                                        | 甘党男子 feat.はるな愛                     | ハニートースト                             | [ 36 ]                                     |
| 10月 - 11月1日                             | 東京カランコロン                           | リトルミスサンシャイン                     | [ 37 ]                                     |
| 11月8 - 29日                               | STARMARIE                                  | 化けビトたちの音楽会                       | [ 38 ]                                     |
| 12月 - 2020年1月                           | OBP                                        | Base Make                                  | [ 39 ]                                     |
| 2月                                        | Pulse Factory                              | Sky's the Limit                            | [ 40 ]                                     |
| 3月                                        | 横浜銀蝿40th                               | 1980 HERO                                  | [ 41 ]                                     |
| 4月 - 5月1日                               | Gacharic Spin                              | Gold Dash                                  | [ 42 ]                                     |
| 5月8 - 26日                                | アイビーカラー                             | 春風                                       | [ 43 ]                                     |
| 6月                                        | M.S.S Project                              | M.S.S.Period                               | [ 44 ]                                     |
| 7月                                        | 海蔵亮太                                   | 素敵な人よ                                 | [ 45 ]                                     |
| 8月                                        | 田原俊彦                                   | 愛は愛で愛だ                               | [ 46 ]                                     |
| 9月                                        | RYUSEI feat CLASS                          | Just Wanna Say                             | [ 47 ]                                     |
| 10月                                       | 西田哲也                                   | ブルジョア列車                             | [ 48 ]                                     |
| 11月                                       | CHISA                                      | Candle                                     |                                            |
| 12月                                       | ザアザア                                   | 冷凍人間                                   | [ 49 ]                                     |
| 2021年1月                                  | t-Ace                                      | ココではないドコか                         | [ 50 ]                                     |
| 2月                                        | daisansei                                  | 急須                                       | [ 51 ]                                     |
| 3月                                        | ハシリコミーズ                             | 恥をかくより汗をかこう                     | [ 52 ]                                     |
| 4月                                        | 桐生大輔                                   | 胸のトキメキ                               | [ 53 ]                                     |
| 5月                                        | My Best Friend                             | キラーチューン                             | [ 54 ]                                     |
| 6月                                        | 西恵利香                                   | PINK                                       |                                            |
| 7月                                        | unknown                                    | envy                                       | [ 55 ]                                     |
| 8月                                        | Newspeak                                   | Weightless                                 | [ 56 ]                                     |
| 9月 - 10月1日                              | 西田哲也                                   | 花電車                                     | [ 57 ]                                     |
| 10月15 - 29日                              | 横浜銀蝿40th                               | Pappaparira Partyだ!                       | [ 58 ]                                     |
| 11月                                       | THREE1989                                  | A. me too                                  | [ 59 ]                                     |
| 12月                                       | 愛乙女☆DOLL                                | Passion for Life                           | [ 60 ]                                     |
| 2022年1月                                  | 雨上がりのプラネット                       | loop                                       | [ 61 ]                                     |
| 2月                                        | C-Style                                    | レディース‼︎                                | [ 62 ]                                     |
| 3月 - 4月1日                               | 嘘吐Grimms。                               | 幻蜜月                                     | [ 63 ]                                     |
| 4月8 - 29日                                | 雨模様のソラリス                           | Voyager                                    | [ 64 ]                                     |
| 5月                                        | Heli                                       | パートタイムロマン                         | [ 65 ]                                     |
| 6月                                        | めろん畑a go go                            | めろん畑a go go(2022Ver.)                  | [ 66 ]                                     |
| 7月                                        | B.R.T                                      | Forever                                    | [ 67 ]                                     |
| 8月                                        | 島谷ひとみ                                 | Mystic World                               | [ 68 ]                                     |
| 9月                                        | 西田哲也                                   | 夜の散歩                                   | [ 69 ]                                     |
| 10月                                       | Def Monk inc.                              | Life goes on                               |                                            |
| 11月                                       | Def Monk inc.                              | Ice cream                                  |                                            |
| 12月                                       | Def Monk inc.                              | on and on                                  |                                            |
| 2023年1月                                  | 沢田知佳                                   | ジャンヌダルクに憧れて                     | [ 70 ]                                     |
| 2月                                        | 手羽先センセーション                       | 証 feat.Ayasa                              | [ 71 ]                                     |
| 3月                                        | FullMooN                                   | Dear...                                    | [ 72 ]                                     |
| 4月                                        | NOMUZO                                     | シャンパン                                 | [ 73 ]                                     |
| 5月                                        | フルーティー                               | 100%                                       | [ 74 ]                                     |
| 6月                                        | ゆるミュージックほぼオールスターズ         | ミドリムシのうた                           | [ 75 ]                                     |
| 7月                                        | WAAARZ                                     | Cross the line                             | [ 76 ]                                     |
| 8月 - 9月1日                               | 世が世なら!!!                              | メダチタガリアン                           | [ 77 ]                                     |
| 9月8 - 29日                                | JAKIGAN MEISTER                            | Que sais-je?                               | [ 78 ]                                     |
| 10月6 - 13日                               | 西田哲也                                   | 花電車テクノ                               | [ 79 ]                                     |
| 10月20 - 27日                              | 西田哲也                                   | もったいないやん                           | [ 80 ]                                     |
| 11月                                       | T.C.R.横浜銀蝿R.S.                         | Yokohama IKEOJI Rock’n Roll Band           | [ 81 ]                                     |
| 12月                                       | Zero Project                               | DD                                         | [ 82 ]                                     |
| 2024年1月                                  | VIRGE                                      | Euphoria                                   | [ 83 ]                                     |
| 2月 - 3月1日                               | DEVILOOF                                   | Song For The Weak.                         | [ 84 ]                                     |
| 3月8 - 29日                                | ステミレイツ                               | EVOL AI                                    | [ 85 ] [ 86 ]                              |
| 4月                                        | 一之森大湖                                 | 一之森大湖です                             | [ 87 ]                                     |
| 5月                                        | フィロソフィーのダンス                     | 永遠頂戴                                   | [ 88 ]                                     |
| 6月                                        | SHE'll SLEEP                               | 19                                         | [ 89 ]                                     |
| 7月                                        | ヲドルマヨナカ                             | THE VS                                     | [ 90 ]                                     |
| 8月                                        | 電脳ヒメカ                                 | ドラゴンアッシュ                           | [ 91 ]                                     |
| 9月                                        | 250(TWO-FIFTY)                             | believe in tomorrow feat. DEEP             | [ 92 ]                                     |
| 10月 - 11月1日                             | NOISEMAKER                                 | EXIST                                      | [ 93 ]                                     |
| 11月8 - 29日                               | the quiet room                             | Ghost Song                                 | [ 94 ]                                     |
| 12月                                       | TENRIN                                     | 人二、非ズ                                 |                                            |
| 2025年1月                                  | 革命メロイック                             | どす恋♡どんとこい                          | [ 95 ]                                     |
| 2月                                        | Azavana                                    | 灰色の海を泳ぐホタル                       | [ 96 ]                                     |
| 3月                                        | climbgrow                                  | OBAKA TACHI NO RARABAI                     | [ 97 ]                                     |
| 4 - 6月                                    | 熊切あさ美                                 | 大嫌いだけど 大好きな人                    | [ 98 ]                                     |
| 7月 - 8月1日                               | えんそく                                   | This is a pen.                             | [ 99 ]                                     |
| 8月8日 -                                   | 炙りなタウン                               | ルナ                                       | [ 100 ]                                    |

### 過去
| 過去                                                 | 過去                            | 過去                             | 過去            |
| 期間                                                 | アーティスト名                  | 曲名                             | 備考            |
| 解禁!暴露ナイト                                      | 解禁!暴露ナイト                 | 解禁!暴露ナイト                  | 解禁!暴露ナイト |
| ---------------------------------------------------- | ------------------------------- | -------------------------------- | --------------- |
| 2012年                                               | heidi.                          | 曇り空には恋模様                 | [ 101 ]         |
| 2013年1 - 3月                                        | 藍井エイル                      | アヴァロン・ブルー               | [ 102 ]         |
| 4月                                                  | BugLug                          | R.I.P                            | [ 103 ]         |
| 5 - 6月                                              | Kanako.s                        | オレンジ                         | [ 104 ]         |
| 7 - 8月                                              | UVERworld                       | Wizard CLUB                      |                 |
| 9月                                                  | 上保美香子                      | 君が好きだった                   | [ 105 ]         |
| 10月                                                 | Goodbye holiday                 | 少年シンドローム                 | [ 106 ]         |
| 11月7 - 14日                                         | Kanako.s                        | Diary                            | [ 107 ]         |
| 11月21 - 28日                                        | Kanako.s                        | Buddy                            | [ 108 ]         |
| 12月                                                 | ALL OFF                         | Say Goodbay                      | [ 109 ]         |
| 2014年1 - 2月                                        | UVERworld                       | DEJAVU                           | [ 110 ]         |
| 3月                                                  | fade                            | CrossRoad                        | [ 111 ]         |
| 〜裏ネタワイド〜 DEEPナイト                          |                                 |                                  |                 |
| 4月 - 5月15日                                        | SABOTEN                         | 負歴史ブルドッグ                 | [ 112 ]         |
| 5月22日 - 6月                                        | 雪乃                            | A -エース-                       | [ 113 ]         |
| 7月                                                  | アフィリア・サーガ              | マジカル☆エクスプレス☆ジャーニー | [ 114 ]         |
| 8 - 9月                                              | Goodbye holiday                 | スパイダー                       | [ 115 ]         |
| ヨソで言わんとい亭〜ココだけの話が聞ける（秘）料亭〜 |                                 |                                  |                 |
| 10 - 12月                                            | GLAY                            | 百花繚乱                         | [ 116 ]         |
| 2015年1 - 3月                                        | DIR EN GREY                     | Un deux                          |                 |
| 4月                                                  | 詩音                            | Reach Out feat.大地              | [ 117 ]         |
| 5月                                                  | MELLOWSHiP                      | Tomorrow                         | [ 118 ]         |
| 6月                                                  | 青山☆聖ハチャメチャハイスクール | NEVER MIND                       | [ 119 ]         |
| 7 - 8月                                              | 藍井エイル                      | ラピスラズリ                     | [ 120 ]         |
| 9月                                                  | 藍井エイル                      | Bright Future                    |                 |
| 10 - 12月                                            | 茅原実里                        | 恋                               | [ 121 ]         |
| 2016年1月                                            | 2o Love to Sweet Bullet         | BABY♥KISS                        | [ 122 ]         |
| 2月                                                  | 2o Love to Sweet Bullet         | 未来の幸せ                       | [ 123 ]         |
| 3月                                                  | 2o Love to Sweet Bullet         | 卒業                             | [ 124 ]         |
| 4月                                                  | D.W.ニコルズ                    | レインボウ                       | [ 125 ]         |
| 5月                                                  | SECRET GUYZ                     | 私のカレーは世界一               | [ 126 ]         |
| 6月                                                  | 恵比寿★マスカッツ               | Sexy Beach Honeymoon             | [ 127 ]         |

## ネット局と放送時間

### パイロット版
| 放送対象地域   | 放送局                | 系列           | 放送日時                     | 放送日        | 備考       |
| -------------- | --------------------- | -------------- | ---------------------------- | ------------- | ---------- |
| 関東広域圏     | テレビ東京（TX）      | テレビ東京系列 | 金曜 0:12 - 0:53（木曜深夜） | 2012年4月13日 | 制作局     |
| 北海道         | テレビ北海道（TVh）   | テレビ東京系列 | 金曜 0:12 - 0:53（木曜深夜） | 2012年4月13日 | 同時ネット |
| 愛知県         | テレビ愛知（TVA）     | テレビ東京系列 | 金曜 0:12 - 0:53（木曜深夜） | 2012年4月13日 | 同時ネット |
| 大阪府         | テレビ大阪（TVO）     | テレビ東京系列 | 金曜 0:12 - 0:53（木曜深夜） | 2012年4月13日 | 同時ネット |
| 岡山県・香川県 | テレビせとうち（TSC） | テレビ東京系列 | 金曜 0:12 - 0:53（木曜深夜） | 2012年4月13日 | 同時ネット |
| 福岡県         | TVQ九州放送（TVQ）    | テレビ東京系列 | 金曜 0:12 - 0:53（木曜深夜） | 2012年4月13日 | 同時ネット |

### レギュラー版
| 放送対象地域   | 放送局                | 系列           | 放送日時                     | 放送開始日     | 遅れ       | 脚注      |
| -------------- | --------------------- | -------------- | ---------------------------- | -------------- | ---------- | --------- |
| 関東広域圏     | テレビ東京（TX）      | テレビ東京系列 | 金曜 0:00 - 0:30（木曜深夜） | 2012年10月11日 | 制作局     | 制作局    |
| 北海道         | テレビ北海道（TVh）   | テレビ東京系列 | 金曜 0:00 - 0:30（木曜深夜） | 2012年10月11日 | 同時ネット |           |
| 愛知県         | テレビ愛知（TVA）     | テレビ東京系列 | 金曜 0:00 - 0:30（木曜深夜） | 2012年10月11日 | 同時ネット |           |
| 大阪府         | テレビ大阪（TVO）     | テレビ東京系列 | 金曜 0:00 - 0:30（木曜深夜） | 2012年10月11日 | 同時ネット |           |
| 岡山県・香川県 | テレビせとうち（TSC） | テレビ東京系列 | 金曜 0:00 - 0:30（木曜深夜） | 2012年10月11日 | 同時ネット |           |
| 福岡県         | TVQ九州放送（TVQ）    | テレビ東京系列 | 金曜 0:00 - 0:30（木曜深夜） | 2012年10月11日 | 同時ネット |           |
| 滋賀県         | びわ湖放送（BBC）     | 独立局         | 金曜 0:00 - 0:30（木曜深夜） | 2012年10月11日 | 同時ネット | [ 注 9 ]  |
| 熊本県         | テレビ熊本（TKU）     | フジテレビ系列 | 日曜 2:40 - 3:10（土曜深夜） | 2012年10月31日 | 遅れネット |           |
| 奈良県         | 奈良テレビ（TVN）     | 独立局         | 金曜 0:30 - 1:00（木曜深夜） | 2012年11月2日  | 遅れネット | [ 注 10 ] |
| 新潟県         | テレビ新潟（TeNY）    | 日本テレビ系列 | 木曜 1:29 - 1:59（水曜深夜） | 2012年11月3日  | 遅れネット | [ 注 11 ] |
| 鹿児島県       | 鹿児島テレビ（KTS）   | フジテレビ系列 | 水曜 1:45 - 2:15（火曜深夜） | 2014年1月21日  | 遅れネット |           |
| 長野県         | 信越放送（SBC）       | TBS系列        | 水曜 1:28 - 1:58（火曜深夜） | 2014年4月21日  | 遅れネット |           |
| 長崎県         | テレビ長崎（KTN）     | フジテレビ系列 | 水曜 1:00 - 1:30（火曜深夜） | 2015年1月6日   | 遅れネット |           |
| 広島県         | 中国放送（RCC）       | TBS系列        | 水曜 1:25 - 1:55（火曜深夜） | 不明           | 遅れネット | [ 注 12 ] |

#### 過去のネット局
| 放送対象地域   | 放送局                    | 系列           | 放送日時                     | 放送開始日     | 放送終了日    | 遅れ       |
| -------------- | ------------------------- | -------------- | ---------------------------- | -------------- | ------------- | ---------- |
| 青森県         | 青森朝日放送（ABA）       | テレビ朝日系列 | 水曜 0:20 - 0:50（火曜深夜） | 2013年10月15日 | 不明          | 遅れネット |
| 広島県         | 広島テレビ（HTV）         | 日本テレビ系列 | 金曜 1:43 - 2:13（木曜深夜） | 2012年11月2日  | 2015年6月30日 | 遅れネット |
| 和歌山県       | テレビ和歌山（WTV）       | 独立局         | 金曜 2:05 - 2:35（木曜深夜） | 2012年11月16日 | 不明          | 遅れネット |
| 富山県         | チューリップテレビ（TUT） | TBS系列        | 土曜 1:35 - 2:17（金曜深夜） | 2012年12月7日  | 2016年4月9日  | 遅れネット |
| 青森県         | 青森テレビ（ATV）         | TBS系列        | 水曜 0:28 - 1:22（火曜深夜） | 不明           | 2016年9月     | 遅れネット |
| 沖縄県         | 琉球放送（RBC）           | TBS系列        | 火曜 0:58 - 1:28（月曜深夜） | 2013年4月3日   | 不明          | 遅れネット |
| 福島県         | 福島テレビ（FTV）         | フジテレビ系列 | 火曜 1:25 - 1:55（月曜深夜） | 不明           | 2016年9月27日 | 遅れネット |
| 静岡県         | 静岡朝日テレビ（SATV）    | テレビ朝日系列 | 日曜 2:35 - 3:05（土曜深夜） | 2016年11月6日  | 2017年4月2日  | 遅れネット |
| 宮城県         | 東北放送（TBC）           | TBS系列        | 日曜 2:08 - 2:38（土曜深夜） | 2013年1月25日  | 2019年6月30日 | 遅れネット |
| 鳥取県・島根県 | 山陰放送（BSS）           | TBS系列        | 日曜 2:08 - 2:55（土曜深夜） | 2015年5月5日   | 2019年7月28日 | 遅れネット |
| 岩手県         | テレビ岩手（TVI）         | 日本テレビ系列 | 日曜 1:25 - 1:55（土曜深夜） | 2017年1月7日   | 2020年9月27日 | 遅れネット |
| 石川県         | 石川テレビ（ITC）         | フジテレビ系列 | 土曜 1:00 - 1:48（金曜深夜） | 2013年1月5日   | 2021年4月3日  | 遅れネット |

## スタッフ
- 構成：西田哲也、ヒロハラノブヒコ、八代丈寛、つじまこと、はしもとこうじ、キンダイチ、今田佑（以前はリサーチ）、皆川嘉久、工藤渉、加藤ゆうた、中島由有伽、安井弘幸
- TD：藤本茂樹（以前はカメラ）
- 映像：浦崎二奈
- カメラ：村山将太、小島正也【週替わり】
- 音声：後藤祐輔
- 照明：大郷智広
- 美術：金森明日香
- 編集：安田周平
- MA：赤羽充、黒川博光【週替わり】
- 音効：吉田塁
- CG：島崎巨展
- メイク：山田かつら
- 番宣：荒井正和
- リサーチ：J-cast、株式会社GVP、HHH
- 技術協力：テクノマックス、テレビ東京アート
- 音楽協力：テレビ東京ミュージック
- AP：神山亜弓、大城裕子、安立果菜（安立→以前はAD）
- デスク：小椋美沙
- AD：太田百花、大窪洋司、長篤志（長→一時離脱►復帰）、小澤恵、松尾莉奈、服部大、山下真奈、海野大河、河田華、塩田真希、工藤卓巳、村上つき恵、小林俊太郎、牧内大地、田澤功輝、青砥健哉、尾藤太一【週替わり】
- ディレクター：斎藤美紀、佐藤祐基（以前はAD）【毎週】、吉川翔（Q inc）、佐久間裕、入倉悠、丸山憲司、池田嘉布（以前はAD）【不定期】
- 演出：上記のディレクターが週替わりで担当
- プロデューサー：武井陽介（以前はディレクター）
- チーフプロデューサー：水谷豊（2022年4月14日 -、以前は演出・プロデューサー）
- 制作協力：BLOOM
- 製作著作：テレビ東京

### 過去（レギュラー版）
- TD：岸副実典、池田浩之、田中寿子、吉田健吾、穂之上(藤本)秀男
- 映像：水野暁夫、長沼伸明、百崎拓哉、佐原和彦、杉山博紀
- カメラ：丸山真平（丸山→パイロット版ではTD）、段野祐一郎、小張雄三、千明裕史、村上岳文、多田正和、井上渉
- 音声：久保田優、北原悟、松岡努、佐藤達也、小野文之、臼本泰一、遠藤孝明、星川真視、下田由紀
- 照明：長治憲明、曽我秀樹、井町成宏
- 番宣：野上次郎、石原裕也、筒井理恵、澁谷牧代
- 編集：安田裕禎（麻布プラザ）
- MA：岡崎博之（麻布プラザ）
- リサーチ：梶原美乃理、デザート、吉田真理子、佐久間恵
- デスク：小島千明→鈴木麻里→黒澤結奈
- AP：山本桂子（以前はAD）、望月麻未（以前はAD、一時離脱→復帰、ホールマン）
- AD：高木志歩、田辺夏子、楊莉奈、西口直、高橋佑佳、吉田早霧、瀬野亨、中壽賀智実、鎌田倫実、細田尚希、渡辺聖也、小林恵美理、貝塚隼生、赤木達也
- ディレクター：森本泰介、須藤拓也、坂本侑哉（坂本→以前はAD）、西古屋竜太（Q inc）、高橋佐(左)和巳（アンメック→スーパーレフト）
- プロデューサー：塩原幸雄、宮崎達也（ホールマン）、三宅優樹（三宅→パイロット版はFD►以前はAP）、青田和大（ホールマン）
- チーフプロデューサー：加藤正敏（2018年5月頃 - 6月末頃）、岡田英吉（2019年7月11日 - 12月19日）、内田久善（2020年1月9日 - 2022年3月）
- 統括プロデューサー：村上徹夫（2022年4月14日 - 2023年4月、2018年7月5日 - 2019年7月4日はチーフプロデューサー）、角田康治（2023年5月 - 8月）
- 制作協力：ホールマン、エヂカラ、Q inc

### 過去（パイロット版）
- 映像：小峰信彦
- カメラ：大八木滋
- 音声：永久保仁志
- MA：伊藤敬一（麻布プラザ）
- リサーチ：SCOPE、雲
- 衣装協力：SUNAOKUWAHARA、Immanoel.、REBECCA TAYLOR、東京衣装、hina inew、ORIHICA、KENT＆CURWEN、和真メガネ、Innocent World、NO ID.、SUIT SELECT、BIG TIME、GLOBAL WORK、YUKI TORII、KANGOL、HALSUIT、ete、haco.
- AD：大川太郎、山村裕一、江野沢新介、佐藤操
- ディレクター：平元潤